# Walter Abendroth
Walter Abendroth (Fischbachau, 29 maggio 1896 – Hannover, 30 settembre 1973) è stato un compositore e scrittore tedesco.

## Composizioni principali
Orchestra
- Sinfonietta in drei Sätzen (1924)
- Kleine Orchestermusik (1940, con Karl Böhm)
- Erste Symphonie (Sinfonia N. 1) (1941, con Paul van Kempen)
- Konzert für Orchester (1943)

Concertante
- Konzert für Bratsche und Orchester

Musica da camera
- Divertimento per flauto e viola, op. 5 (1928)
- Sonata No. 1 in G per viola e pianoforte op. 21a (1956)
- Sonata No. 2 in C per viola e pianoforte op. 21b (1957)

## Libri
- Hans Pfitzner (1935)
- Deutsche Musik der Zeitwende. Eine kulturphilosophische Persönlichkeitsstudie über Anton Bruckner und Hans Pfitzner (1937)
- Johannes Brahms. Sein Wesen und seine musikgeschichtliche Bedeutung (1939)
- Die Symphonien Anton Bruckners. Einführungen (1940)
- Hans Pfitzner. Sein Leben in Bildern (1941)
- Vom Werden und Vergehen der Musik (1949)
- Vier Meister der Musik. Bruckner, Mahler, Reger, Pfitzner (1952)
- (Hg.:) Hans Pfitzner. Reden, Schriften, Briefe. Unveröffentlichtes und bisher Verstreutes (1955)
- Bruckner. Eine Bildbiographie (1958)
- Kleine Geschichte der Musik (1959)
  - neubearbeitet als: Kurze Geschichte der Musik (1969)
- Selbstmord der Musik? Zur Theorie, Ideologie und Phraseologie des modernen Schaffens (1963)
- Ich warne Neugierige. Erinnerungen eines kritischen Zeitbetrachters (1966)
- Arthur Schopenhauer, (1967)
- Rudolf Steiner und die heutige Welt. Ein Beitrag zur Diskussion um die menschliche Zukunft (1969)
- Reinkarnation (1986)